# Cyrtodactylus consobrinus
Espèce
Synonymes
- Gymnodactylus consubrinus Peters, 1871

Cyrtodactylus consobrinus est une espèce de geckos de la famille des Gekkonidae.

## Répartition
Cette espèce en Thaïlande, en Malaisie, à Singapour et à Singkep en Indonésie.

## Description

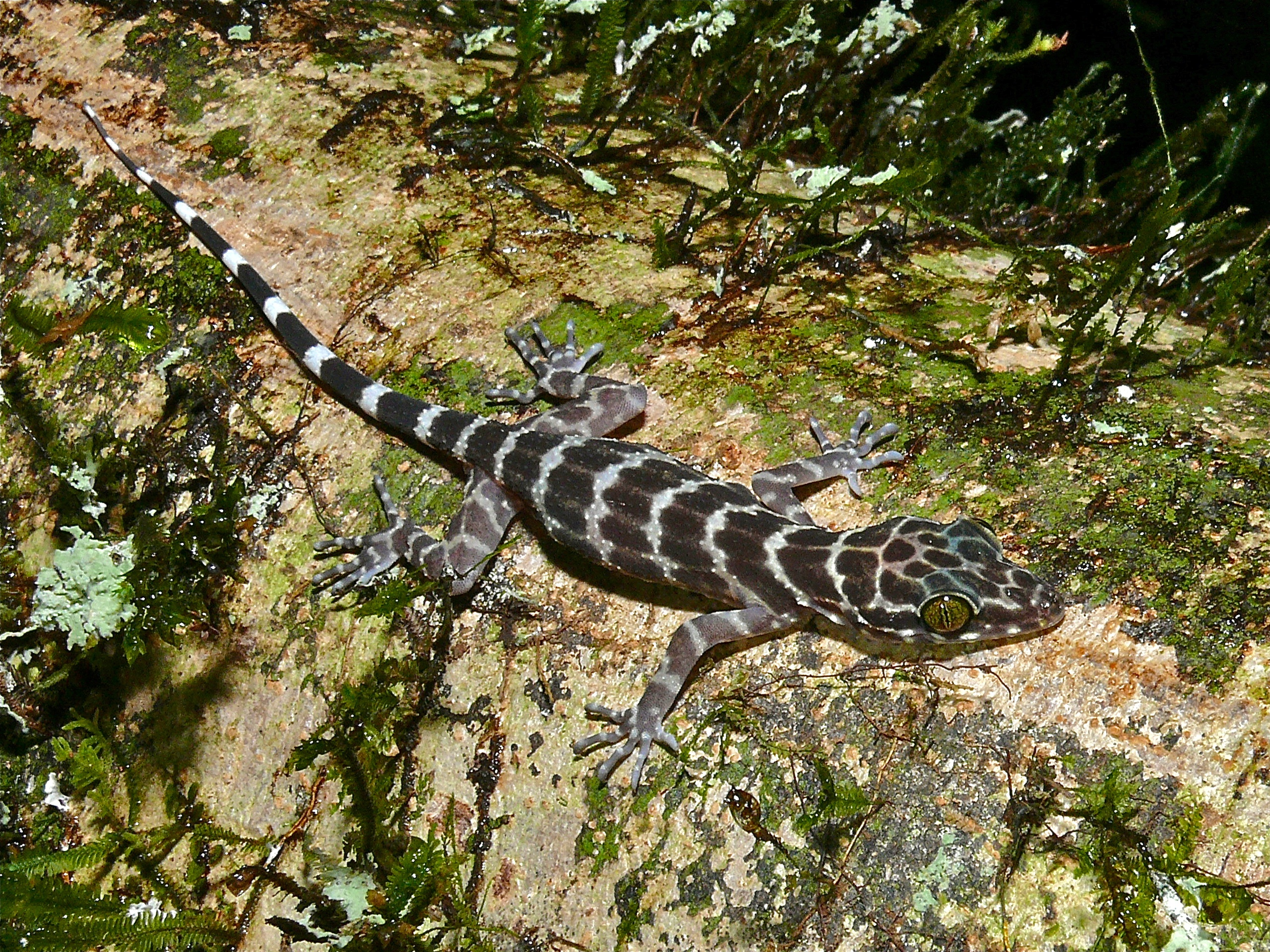

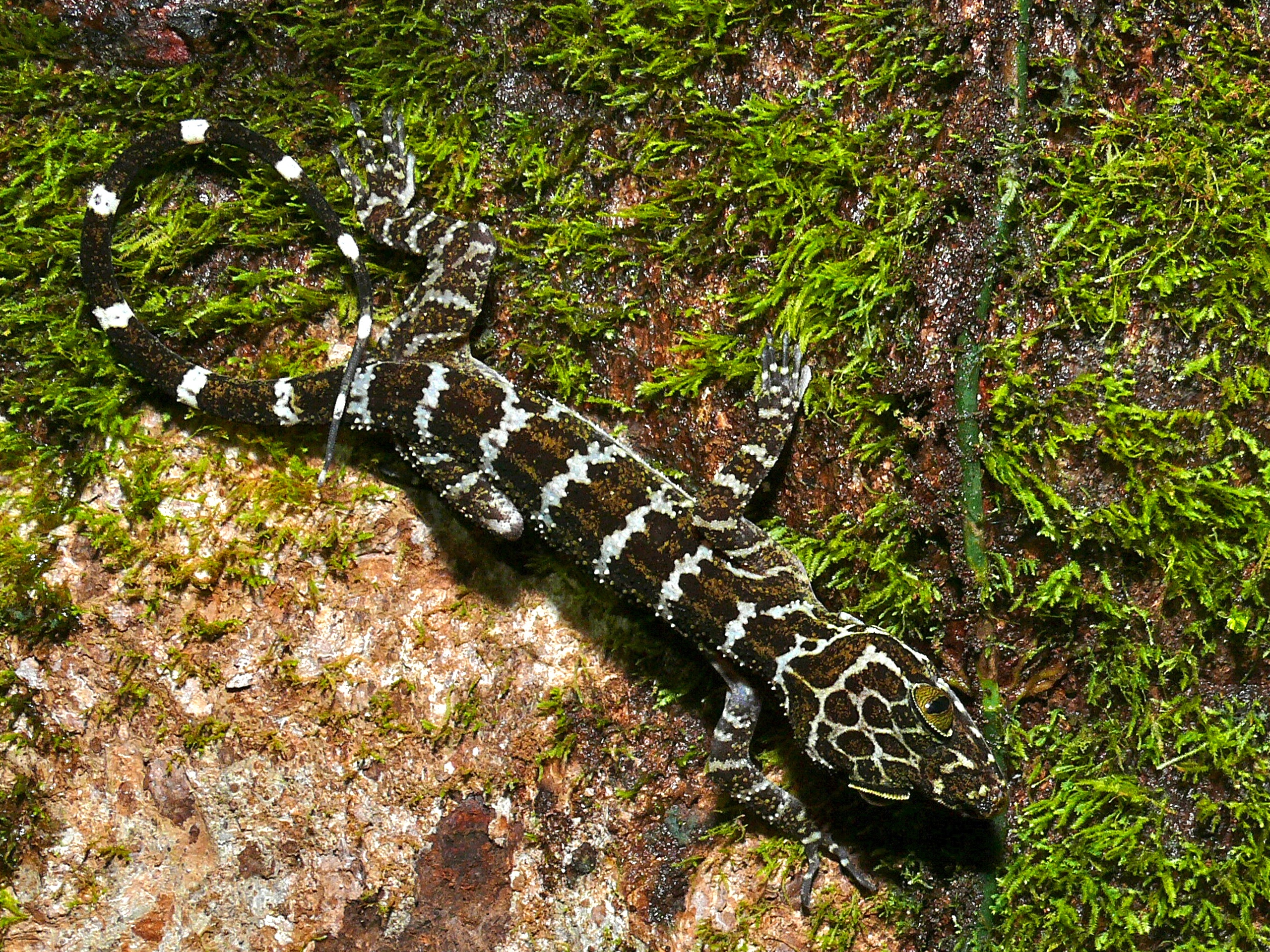

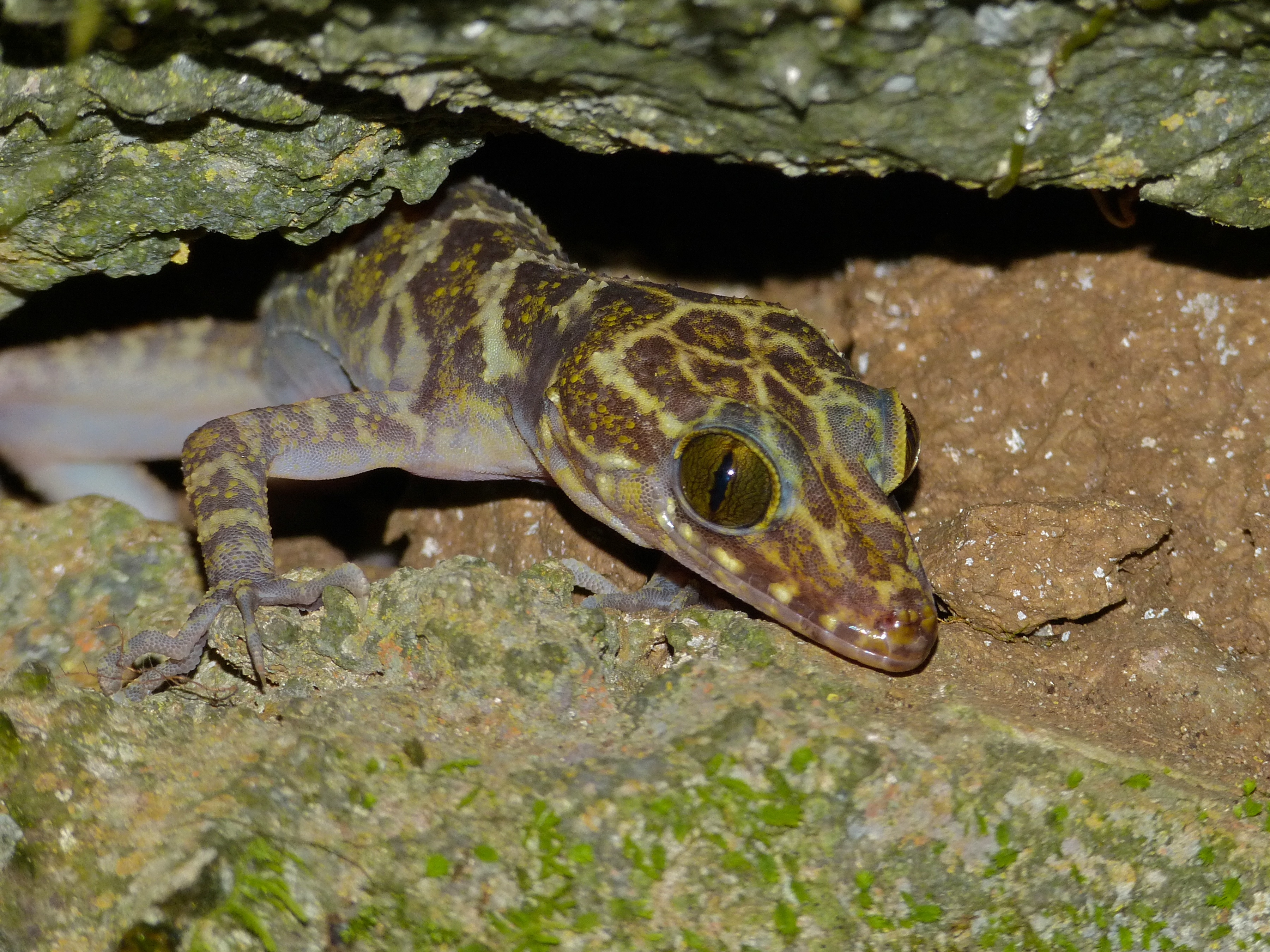

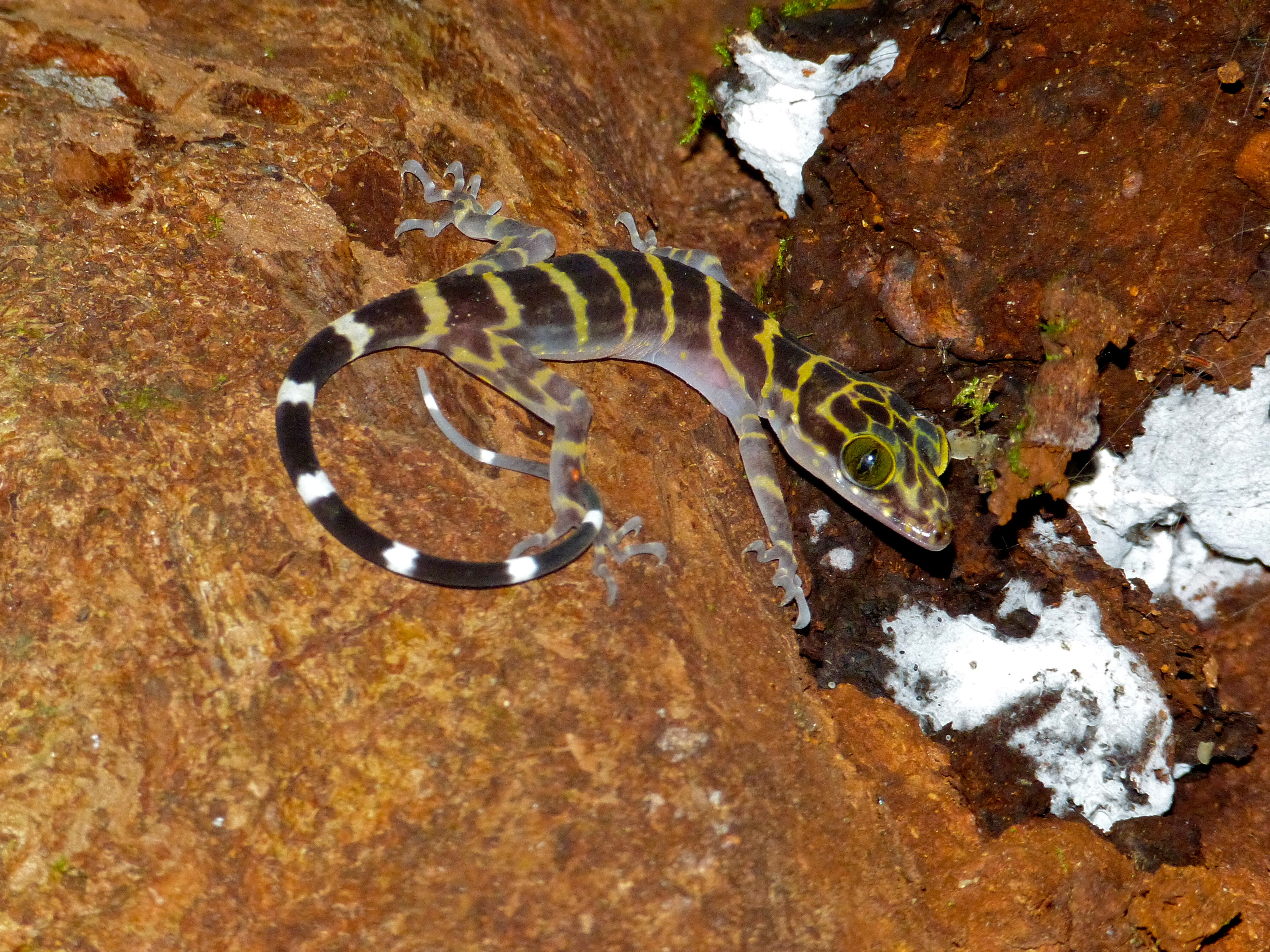

C'est un gecko nocturne. Il est rouge, orangé, parfois fines bandes transversales irrégulières blanches bordées de noir.

## Liste des sous-espèces
Selon The Reptile Database (21 septembre 2012) :
- Cyrtodactylus consobrinus consobrinus (Peters, 1871)
- Cyrtodactylus consobrinus kinabaluensis Malkmus, 1989

## Publications originales
- Malkmus, 1989 : Herpetologische Beobachtungen am Mount Kinabalu Borneo. II. Mitteilungen aus dem Zoologischen Museum in Berlin, vol. 65, p. 179-200.
- Peters, 1871 : Über neue Reptilien aus Ostafrika und Sarawak (Borneo), vorzüglich aus der Sammlung des Hrn. Marquis J. Doria zu Genua. Monatsberichte der Königlichen Akademie der Wissenschaften zu Berlin, vol. 1871, p. 566-581 (texte intégral).